# Radio Programas del Perú
Radio Programas del Perú (RPP) ist eine Rundfunkgesellschaft in Peru, die mehrere Fernseh- und Hörfunksender betreibt. Sie gehört der 1963 in Lima von Manuel Delgado Parker and Emilio Checa gegründeten Grupo RPP. Die Sender der RPP haben eine Abdeckung von annähernd gesamt Peru (97 Prozent).

## Geschichte
RPP wurde 1963 in Lima gegründet. Der Sender expandierte im Laufe der Jahre und bildete die RPP-Gruppe, die ihre eigenen Stationen in verschiedenen Städten des Landes betreibt.
Ein Fernsehprogramm wurde erstmals 1994 über Kabel ausgestrahlt. Seit 2001 läuft es unter dem Namen Radio Programas del Perú Televisión (RPP TV).
Im Dezember 2022 wurde bekannt, dass ein RPP Journalist Bestechungsgeld aus dem Umfeld von Pedro Castillo angenommen habe. RPP suspendierte den Journalisten.

## Hörfunk-Sender
Gesendet wird hauptsächlich auf Spanisch.
- Radio RPP Noticias, UKW 89,7 MHz[3]

- Radio Studio 92
- Radio Oxígeno
- Radio La Zona
- Radio Corazón
- Radio MegaMix